# Natalie Prass
Natalie Prass (Cleveland, 15 marzo 1986) è una cantante e cantautrice statunitense.
I suoi due album in studio hanno fatto breccia nelle classifiche statunitensi, ottenendo ottime recensioni da parte della critica specializzata.

## Discografia

### Album in studio
- 2015 - Natalie Prass
- 2018 - The Future and the Past

### EP
- 2009 – Small & Sweet
- 2011 – Sense of Transcendence
- 2015 – Side by Side